# Bakersfield Jam 2009-2010
La stagione 2009-10 dei Bakersfield Jam fu la 4ª nella NBA D-League per la franchigia.
I Bakersfield Jam arrivarono ottavi nella West Conference con un record di 17-33, non qualificandosi per i play-off.

## Roster
| N° | Naz.                   | Ruolo | Sportivo         | Anno | Alt. | Peso |
| -- | ---------------------- | ----- | ---------------- | ---- | ---- | ---- |
| 7  | Stati Uniti (bandiera) | G     | Blake Ahearn     | 1984 | 188  | 86   |
| 7  | Stati Uniti (bandiera) | G     | Stephen McDowell | 1985 | 183  | 82   |
| 10 | Stati Uniti (bandiera) | G     | Jared Newson     | 1984 | 196  | 98   |
| 11 | Stati Uniti (bandiera) | G     | Lance Hurdle     | 1987 | 185  | 84   |
| 14 | Stati Uniti (bandiera) | G     | Anthony Goods    | 1987 | 191  | 88   |
| 14 | Belgio (bandiera)      | GA    | Patrick Mutombo  | 1980 | 198  | 95   |
| 15 | Stati Uniti (bandiera) | A     | Justin Hawkins   | 1985 | 201  | 95   |
| 15 | Stati Uniti (bandiera) | G     | Trey Johnson     | 1984 | 198  | 98   |
| 17 | Stati Uniti (bandiera) | G     | John Williams    | 1984 | 183  | 79   |
| 17 | Stati Uniti (bandiera) | A     | Akeem Wright     | 1984 | 198  | 98   |
| 21 | Stati Uniti (bandiera) | A     | Alade Aminu      | 1987 | 208  | 107  |
| 21 | Stati Uniti (bandiera) | A     | Keith Brumbaugh  | 1985 | 208  | 98   |
| 21 | Mali (bandiera)        | A     | Amara Sy         | 1981 | 203  | 102  |
| 23 | Stati Uniti (bandiera) | C     | Tyrelle Blair    | 1985 | 211  | 109  |
| 23 | Stati Uniti (bandiera) | A     | Will Daniels     | 1986 | 201  | 104  |
| 24 | Stati Uniti (bandiera) | G     | Jeremy Wise      | 1986 | 185  | 75   |
| 32 | Stati Uniti (bandiera) | G     | Reece Gaines     | 1981 | 198  | 95   |
| 33 | Stati Uniti (bandiera) | C     | John Edwards     | 1981 | 213  | 125  |
| 33 | Stati Uniti (bandiera) | A     | Boo Jackson      | 1981 | 206  | 102  |
| 33 | Stati Uniti (bandiera) | C     | Robert Swift     | 1985 | 213  | 111  |
| 34 | Brasile (bandiera)     | C     | Atila dos Santos | 1983 | 208  | 102  |
| 34 | Stati Uniti (bandiera) | A     | Rodney Webb      | 1983 | 201  | 109  |
| 44 | Stati Uniti (bandiera) | C     | Brian Butch      | 1984 | 211  | 109  |
| 99 | Stati Uniti (bandiera) | C     | Terrance Gamble  | 1983 | 208  | 116  |
| 99 | Sudan (bandiera)       | C     | Longar Longar    | 1983 | 211  | 104  |

## Staff tecnico
- Allenatore: Will Voigt
- Vice-allenatori: Greg Minor, Mark Strickland
- Preparatore atletico: Tim DiFrancesco